# Camarophyllus delicatus
Camarophyllus delicatus är en svampart som beskrevs av E. Horak 1973. Camarophyllus delicatus ingår i släktet Camarophyllus och familjen Hygrophoraceae.   Inga underarter finns listade i Catalogue of Life.